# Elachista gleichenella
Elachista gleichenella — вид лускокрилих комах родини злакових молей-мінерів (Elachistidae).

## Поширення
Вид поширений у більшій частині Європи. Трапляється в Україні.

## Опис
Розмах крила 8-9 мм. Передні крила темно-бронзові з широкими білими поперечними смугами. Задні крила сірі.
Личинка білувата з фіолетовим відтінком; голова темно-коричнева з двома фіолетово-чорнуватими мітками.

## Спосіб життя
Личинки живляться листям осоки (Carex), щучника (Deschampsia) та ожики (Luzula).